# Rejmira
| D21 · Aa1 | Y1 | W19 | N5 · Z1 |

| D21 · Aa1 | Y1 | W19 | N5 · Z1 |

Rejmira fue un prominente cortesano que vivió durante la decimoctava dinastía del Antiguo Egipto. Fue Gobernador de la ciudad (Tebas), y llegó a ser chaty al final del reinado de Tutmosis III, entre los años 28 y 32, continuando en el puesto durante los primeros años de Amenhotep II.

## Biografía

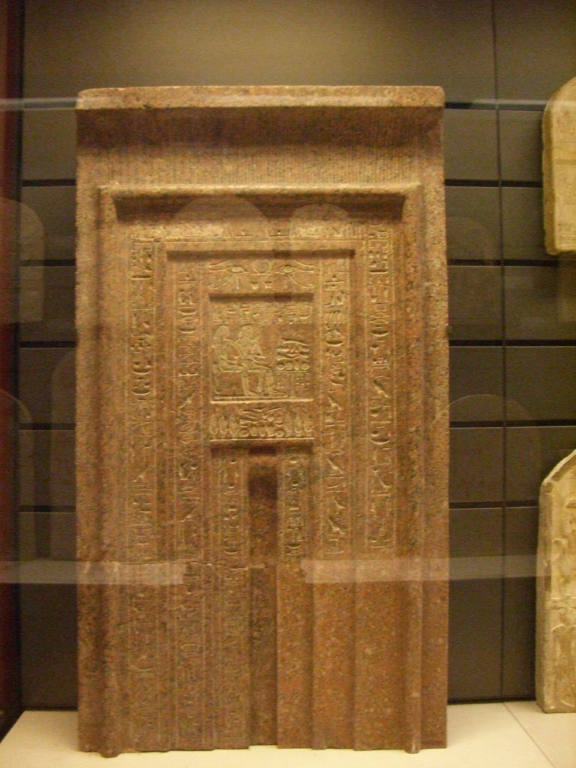
"Falsa puerta" en la tumba de Rejmira. Dinastía XVIII. Louvre.

Era miembro de una importante familia tebana, hijo del chaty del Alto Egipto Neferuben y de Bet. Su abuelo Ahmose Ametu y su tío Useramon fueron también chatys y gobernadores de Tebas. Estaba casado con Merit y tuvo varias hijas y un hijo.
Se describe a sí mismo como:

«El noble, el príncipe, el intendente de los intendentes, el hombre de los secretos, el que penetra en los santuarios, no hay puerta entre su dios y él. No ignora nada de lo que hay en el cielo, sobre la tierra o en cualquier parte de la Duat. Es el sacerdote Sem en Per-neser, el grande de los videntes en Per-Our, el más poderoso de todos los hombres.»

## Tumba

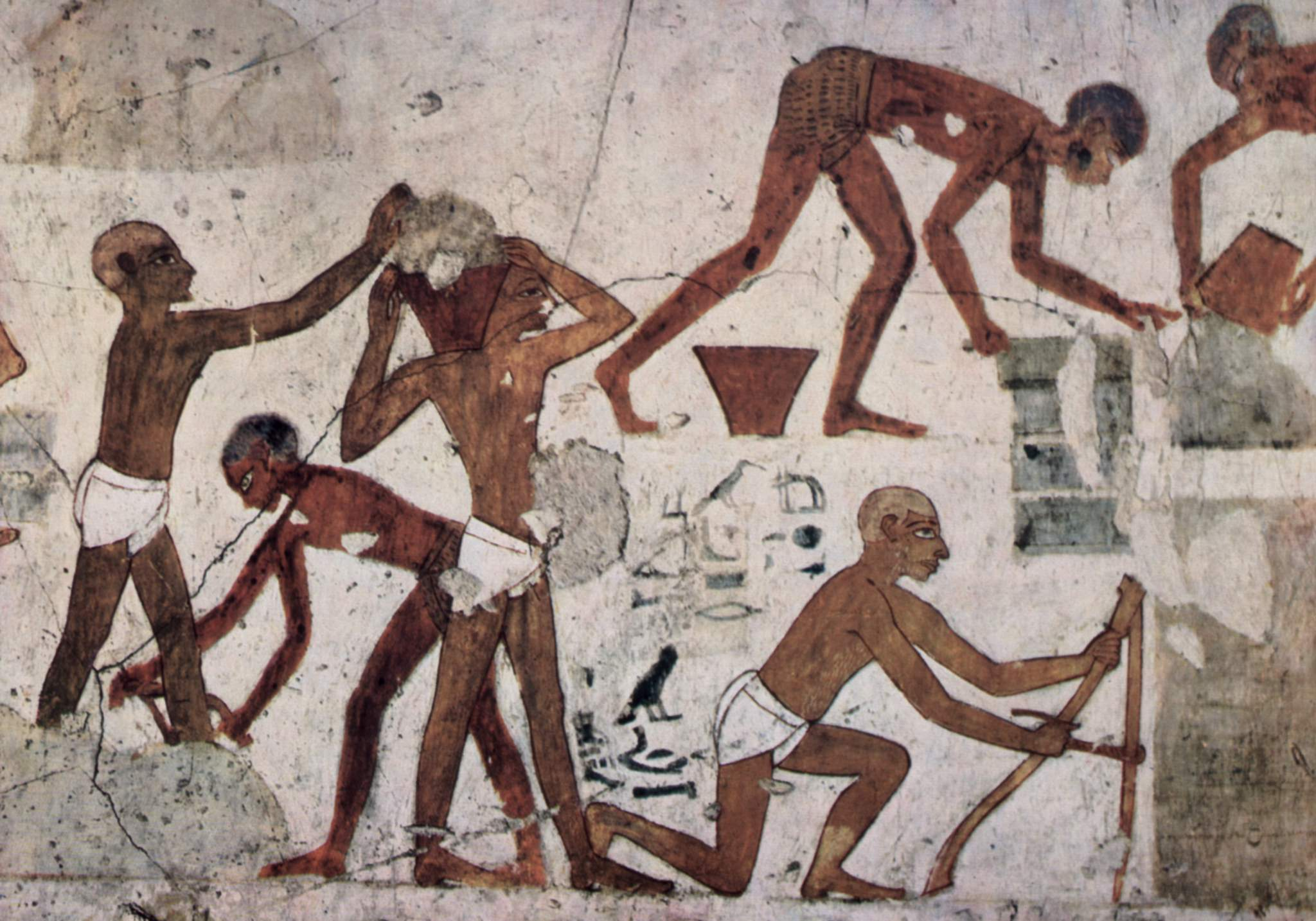
Pintura representando la fabricación de adobes y la construcción de un muro.

Su tumba es la TT100 de la necrópolis tebana de Sheij Abd el-Qurna, frente a Luxor. Se trata de una capilla funeraria, sin cámara funeraria: la tumba de Rejmira estará en otro lugar. 
La capilla, de unos 25 m, está excavada en la roca y tiene un atrio. El vestíbulo tiene 20 m de ancho, y de él parte un pasillo ascendente que lleva a la cámara principal. La decoración está bien conservada y constituye una importante fuente de información sobre el arte de este periodo. Poco después de su muerte algunas pinturas fueron destruidas, y otras lo fueron durante el periodo de Amarna.
La tumba da informaciones precisas sobre la función del chaty en las instituciones, las llamadas Instrucciones de Rejmira, uno de los principales textos sobre la administración egipcia, bien conocido por su presencia en otras tumbas. También hay pinturas sobre el pago de tributos en el Alto Egipto, sobre los ritos funerarios de la apertura de la boca y sobre la vida diaria. Rejmira está representado tanto en el ejercicio de su cargo, supervisando las obras de construcción y los talleres, y en escenas de ocio o familiares, al lado de su esposa Merit (La Amada) y de sus hijos. Una de las representaciones lo muestra ofreciéndole un ramo de flores al nuevo faraón Amenhotep II, en el momento de su acceso al trono de Egipto.
Champollion copió un dibujo de la tumba que representaba a semitas, en compañía de otros obreros egipcios, fabricando ladrillos y  construyendo un muro.